# おーばーふろぉ
『おーばーふろぉ』は、かいづかによる成人向け漫画。『実は今入ってます…。お風呂でお兄ちゃんの硬いアレが…っ』のタイトルで2017年7月24日よりComicFestaなどの電子書籍配信サイトにて電子コミックとして連載中。

## あらすじ
実家を出て一人暮らし中の大学生・和志のもとに入り浸る彩音と琴音の姉妹は、ふと3人で風呂に入ったことがきっかけとなって理性のタガが外れ、肉体関係に発展してしまう。

## 登場人物
声はテレビアニメでの声優。
白河 彩音（しらかわ あやね）
声 - 民安ともえ
琴音の姉。Fカップ。美容への関心が強い。和志に素っ気ない態度を取るが実は素直になれずにいる。幼い頃に両親を亡くし、父方の従兄弟である和志の家に引き取られた。和志のことは兄として接しているが実の兄妹ではないことを覚えており、引き取られた頃に馴染めずにいた自分に和志がプリンをくれたことを今でも大切な思い出として大事にしているため、プリンには並々ならぬ執着を持っている。和志から琴音と間違われてエッチないたずらをされてしまうが、後日にはそれを許し、彼の気持ちを受け入れたことで肉体関係が始まった。それ以来、和志のことを昔のように「にぃに」と呼ぶようになる。
テレビアニメでは和志とは親戚ではなく、兄妹のように仲の良い幼なじみという設定になっている。
白河 琴音（しらかわ ことね）
声 - 杏子御津
彩音の妹。Gカップ。おっとりしているが、アプローチは大胆な小悪魔系で、酒に弱いうえに酒乱。胸が大きいことが悩み。小さい頃のことはあまり覚えておらず、和志のことは実兄と認識している。狭い風呂に無理やり3人で入った際に事故で和志のナニが挿入されてしまったことから、肉体関係が始まることになる。それ以来、和志のことを意識するようになるが、彼には他に好きな女性がいると感じ、あくまで妹として同意のうえで肉体関係を続けていくことを望む。
白河 和志（しらかわ かずし） / 須藤 和志（すどう かずし）
声 - 佃左泥
アパートに一人暮らし中の大学生。実家から入り浸る妹の彩音と琴音に困りつつも、身体の成長ぶりには目を見張っている。彩音と琴音が実の妹ではないことを知っているが、妹たちはそのことを覚えていないと思っている。
テレビアニメでは姓が妹と異なる須藤とされ、彩音・琴音とは幼なじみで血縁関係は無い。兄妹同然に育ち、ことあるごとに部屋に遊びにくる彩音と琴音を本当の妹のように可愛がっている。

## 書誌情報
- かいづか 『おーばーふろぉ』 ブラスト出版〈occupai〉、既刊7巻（2025年1月18日現在）
  1. 『おーばーふろぉ〜挿れたら溢れる姉妹のキモチ〜』 2018年10月18日発売[2]、ISBN 978-4-434-25109-2
  2. 『おーばーふろぉ〜とある兄妹の禁断性交〜』 2019年12月18日発売[3]、ISBN 978-4-434-26658-4
  3. 『おーばーふろぉ〜熱く交わる姉妹のタブー〜』 2021年1月18日発売[4]、ISBN 978-4-434-28168-6
  4. 『おーばーふろぉ〜渚にまつわる姉妹のふしだら〜』 2022年3月18日発売[5]、ISBN 978-4-434-29788-5
  5. 『おーばーふろぉ〜疼く姉妹と日替わり性交〜』 2023年1月18日発売[6]、ISBN 978-4-434-31051-5
  6. 『おーばーふろぉ〜覗く姉妹の性愛事情〜』 2024年1月18日発売[7]、ISBN 978-4-434-32802-2
  7. 『おーばーふろぉ〜コスる姉妹の搾精欲求〜』 2025年1月17日発売[8]、ISBN 978-4-434-34748-1

## テレビアニメ
| 原作                         | かいづか           |
| 企画・プロデュース           | 瀬川章子           |
| 監督                         | 石倉礼             |
| シリーズ構成・脚本           | 黒崎エーヨ         |
| キャラクターデザイン         | 渡邊義弘           |
| 衣装デザイン                 | 那須玲奈           |
| 色彩設計                     | ほしのあみ         |
| 美術監督・美術設定           | 李書九             |
| 撮影監督                     | しらたまあんみつ。 |
| 編集                         | 新海コウキ         |
| 音響監督                     | えのもとたかひろ   |
| 音響制作                     | スタジオマウス     |
| プロデューサー               | 村井辰太郎         |
| アニメーションプロデューサー | スパイシー三郎     |
| アニメーション制作           | Studio HōKIBOSHI   |
| 製作                         | 彗星社             |

『おーばーふろぉ』のタイトルで、2020年1月から2月までTOKYO MXほかにて5分枠のショートアニメとして放送された。全8話。原作単行本1巻の内容にオリジナルエピソード2話を追加した内容となっている。ただし、追加エピソードも体育祭の代休日にプールでひたすらイチャイチャするデートの話となっているだけで、物語を完結する形にはなっていない。
通常版（OA版）と完全版が存在し、OA版はTOKYO MXでの放送のほか後述の配信が行われる。映像には彩ネコや琴ネコ、湯気などによる修正が加えられており、セックスシーンについてはすべてカットされたうえですぐに事後へ移行する（セックスシーンの部分には、無関係の一枚絵〈EXカット〉がごく短時間挿入される）ため、本編の全体尺も短くなっている。一方の完全版は、Comicfestaアニメ独占配信となり、成人向けとして年齢制限はあるものの、映像の修正は陰部へのモザイク処理だけにとどめられている。併せて、法的に許諾される海外においては、2022年頃から同系列配信元Coolmicにて、現地愛好家向けに無修正版も公開されている。
なお、原作では元々親戚同士で幼い頃に引き取られてからは実の兄妹として育ったという、血縁関係があって精神的には近親相姦的な間柄での禁断の肉体関係を描いているのに対し、テレビアニメではあくまで兄妹のように仲の良い幼なじみという設定になっている。当初の原作には無かった姓の設定が追加されて兄と妹で異なる姓となり、番宣CMでもフルネームで表記されているほか、本編冒頭に非血縁であることのテロップが音声入りで入り、台詞についても「妹なのに…」の類はすべてカットされ、過去の回想でも「出会った頃は」などのモノローグが追加されるなど、血縁関係が無いことがことさら強調されている。

### 製作
監督を務める石倉礼へのインタビューによれば、今まで成人向け作品に関わる機会があまりなく、依頼に際してはやれて良かったという気持ちがまずあったという。テレビアニメでは初監督となる石倉はかいづかの他作品もすべて読んでおり、彼の表現したいものをアニメでもうまく出して原作の良さを膨らませたいと思ったところ、原作側には日常ラブコメから外れすぎないで欲しいという話をもらったそうである。アニメでは彩音たちの過去を暗くなり過ぎないよう作品のスパイス程度にとどめているが、その塩梅が難しかったという。また、地上波でも放送することを踏まえ、原作よりも日常シーンを増やしている。最終話の放送終了後には第5話のチアダンスを挙げ、ComicFestaの作品ではあまりやらなかった動きの激しいシーンで視聴者にインパクトを残せて良かったという。そのほか、終了後だからこそ言える隠しネタとして暗喩的な形でのエロ要素を挙げており、第1話で彩音がシャワーヘッドをシャワーフックに掛けるシーンは、和志と琴音の性器の結合に際して通常版でカットされた台詞の代わりに無理やり入れたが、ストーリーラインやボリュームは30分枠とあまり変わらないため、話が突飛にならないようシナリオの段階からコントロールできたことは良かったうえ、絵コンテも自分以外に描いてもらうことにより、自分では思いつかないようなアイディアをもらえるのが面白かったそうである。作品全体を通しては、原作に出てこないベタなシーンをあえて入れることにより、エロ漫画によくあるベタで王道な展開をしっかりやることにこだわったという。
キャラクターデザインを務める渡邊義弘については、かつて石倉が同じスタジオに席を置いていた縁から指名した。渡邊の絵柄が合いそうと感じていたため、受けてもらえた際には嬉しかったという。かいづかのニュアンスを残しつつ渡邊のらしさも出したデザインは原作の編集部からの評判も良かったが、制服は石倉のこだわりから原作の構造を生かしつつ脱がせやすい構造にしてもらったそうである。総作画監督を務める黒田和也については、渡邊が標準頭身くらいのむちっとした女の子が得意なのに対し、黒田が頭身高めでスタイリッシュな女の子が得意だと感じていたため、彼らの相乗効果で本編もすごく良くなったと思ったという。声優の演技については、違うタイプの女の子が2人出てくるのが本作の面白さと考えているため、彩音役の民安ともえと琴音役の杏子御津に姉妹の対比をうまく出してほしいと伝えたそうである。
エッチなシーンでこだわったことについては、ComicFestaの男性向け作品が女性にも観てもらえていることを踏まえ、一般的な男性向け作品よりもエッチを通じて男女の親密さが深まっていくような心理描写も大事にしているという。原作で彩音と琴音のどちらが和志と結ばれるかという部分はまだ連載中ゆえに描かれておらず、姉妹がライバル意識を持っているというわけでもないため、関係を均一にしつつドラマを見せるのは難しかったそうである。また、各々の個性が際立つよう動きにはかなりこだわっているうえ、いつものComicFesta作品とは違う感じを出したいことから、かなり絵を動かしている話もあるという。
アニメーションプロデューサーを務めるスパイシー三郎と制作デスクを務める黒川公子へのインタビューによれば、テレビアニメ化の企画を聞かされた際には地上波放送を可能とするためにどうするかで悩み、原作を忠実に再現するとテレビ放送のコンプライアンスに完全に引っかかるので、原作の良さを保ちつつ放送するための話し合いを最初にしたという。OA版・完全版の2パターンを作るので制作工程が増えており、同じシーンでも絵の素材を変えたりアフレコの台詞回しを微妙に変えたりしている。視聴者に楽しんでもらいたいという思いから、編集し直す手間を承知のうえで中抜きも加えており、全8話ではなく全16話で作っているような感じがしているうえ、EXカットはOA版でしか見られないことから、OA版・完全版の両方を見てもらえると嬉しいそうである。内容については、第1話から第6話まではできる限り原作に忠実なのに対し、第7話・第8話はアニメオリジナルエピソードを盛り込んだという。なお、黒川は黒田の参加も本作の目玉として挙げており、原作のファンはもちろん日頃からエッチなアニメを見ている人にも楽しんでもらえる内容になっていることを自負している。
作画監督と衣装デザインを務める那須玲奈へのインタビューによれば、彩音と琴音が第1話で着ていた寝間着のパーカーや水着など制服以外のほとんどの服をデザインしており、絵コンテが上がる前の段階から服の構造を想定して渡邊の設定と雰囲気に差が出ないよう気を付けているという。渡邊によるキャラクターデザインについては、原作の柔らかさとアニメのシャープさのどちらもよく現れていると高評しており、新人だった当時に彼によるキャラクターデザイン作品で少しだけ原画を手伝った経験があることから、今回は作画監督として再び参加できたことが非常に嬉しかったそうである。キャラクターを描く際には渡邊や黒田の過去作品のイラストやラフをできる限り集めて参考にしたほか、水着や裸のシーンは肌の柔らかさが出るよう実写のグラビアなどを参考にしており、第1話では澁谷果歩の水着姿の写真を参考にして作画したため、コラボレーション（詳細は後述）が実現した際には驚いたという。
EXカットの作画を務めるかざぴーへのインタビューによれば、原作の担当編集からもらったテーマをもとにイメージを落とし込むという感じで描いており、各話ごとに彩音と琴音を出すことを決められた以外はすべて任せてもらったという。本編の作画監督で多忙となった那須に代わって第2話以降のEXカットを務めており、第5話までは5つのラフ案から選ばれた1つを清書する形で、第6話以降はスケジュールの都合から1つのラフ案を担当編集と相談しながら微調整していく形で進めたが、地上波での放送を踏まえてあまり過激にならないよう色気を入れて欲しいと要望され、バランスをとるのが難しかったそうである。また、映る一瞬で彩音と琴音の状況をわかってもらえるよう、本編とは違う世界観を感じられるように意識したが、設定や世界観をゼロから作るため、描いて動かすアニメの原画より作業時間はかかっているという。
なお、かいづかは原作単行本第2巻紹介時のインタビューに第十一話の執筆中の思い出深いエピソードとしてテレビアニメ化を挙げる一方、電子版のタイトル（『実は今入ってます…。お風呂でお兄ちゃんの硬いアレが…っ』）が通らなかったのは残念である旨も挙げている。

### プロモーション
2019年11月20日にアニメ化が発表され、公式サイトが開設された。ComicFestaのアニメでは半年ぶりの男性向け作品であることからも、公式サイトの開設に先駆けて同年11月11日には作品予想クイズもComicFestaの公式Twitterにて実施された。
2019年12月10日にはPVと共に主題歌が解禁され、うづほが歌唱を務めることが発表された。同年12月16日には澁谷果歩とのコラボレーション企画として、彼女が着用した本作の絵柄入りビキニが公式Twitterのフォロワーへ抽選で1名に贈呈されたほか、同年12月19日にはその着用時に撮影されたスペシャルムービーがTwitterとYouTubeにて公開され、同年12月23日には主題歌「おーばーらぶ」の配信が各種音楽配信サービスにて開始された。同年12月24日には特番「TVアニメ『おーばーふろぉ』聖夜の女子会★クリスマスフェスタ」がニコニコ生放送にて生配信され、民安に加えてComicFestaの過去作品に出演している青葉りんごや伊ヶ崎綾香が出演したほか、全裸でシャワーを浴びている彩音と琴音がそれぞれ描かれたタペストリーの予約が受注生産限定で開始された。
2019年12月29日には特別番組「新アニメ『おーばーふろぉ』特番〜初出し映像だよ、お兄ちゃん？〜」がTOKYO MXにて放送され、アニメ映像が杏子によるナレーションで初公開された。
2020年1月28日には、同年2月5日までに公式Twitterをリツイートしたフォロワーから抽選で5名ずつに彩音と琴音のオリジナルデザインのキットカットをそれぞれプレゼントする、「おーばーふろぉバレンタインキャンペーン」が実施された。
2020年3月31日には、DVD BugBug VOL.34（スコラマガジン）にて黒田和也の描き下ろしによる表紙と付録DVDで本作の連動特集が組まれた。
2020年4月22日には、全8話をディスク1枚に収録した完全版のBD/DVDやOA版のDVDが発売された。
2022年7月頃には、ComicFesta運営元である株式会社ウェイブが、米・仏等で現地愛好家向けに翻訳作品を配信しているCoolmicにおいて、無修正版の配信を開始。本編冒頭の非血縁性を示す手描きテロップは現地言語に訳され、本編にも字幕が挿入されているが、吹き替え版音声は用意されていない。

### 主題歌
「おーばーらぶ」
うづほによる主題歌。作詞は村井むらいむ・火ノ岡レイ、作曲・編曲は森田交一。

### 各話リスト
| 話数        | サブタイトル           | 絵コンテ | 演出       | 作画監督                                                 | 総作画監督                 |
| ----------- | ---------------------- | -------- | ---------- | -------------------------------------------------------- | -------------------------- |
| えぴそーど1 | やわらか姉妹と入浴中   | 石倉礼   | 石倉礼     | 那須玲奈                                                 | 黒田和也                   |
| えぴそーど2 | 隣であの子は夢の途中   | 中田裕児 | 中田裕児   | 服部憲知 櫻井拓郎 利根川渡 中山大志                      | 牙威格斗 中本尚            |
| えぴそーど3 | 二つのハートは接近中   | 凪早苗   | 粟井重紀   | 粟井重紀 Lee Se Jong                                     | 黒田和也                   |
| えぴそーど4 | 火照ったカラダが暴走中 | 石倉礼   | 白石道太   | まーかー                                                 | 牙威格斗 中本尚            |
| えぴそーど5 | ドキドキ二人は潜伏中   | 村上勉   | 村上勉     | 那須玲奈 服部憲知 はっとりますみ                         | 黒田和也                   |
| えぴそーど6 | 貴方に伝えるこの胸中   | 凪早苗   | 小野田雄亮 | 馬偉存啓                                                 | 牙威格斗 中本尚            |
| えぴそーど7 | エプロン姿で誘惑中     | 凪早苗   | 神原敏昭   | 水嶋あさ 利根川渡 櫻井拓郎 リセゾン                      | 黒田和也 牙威格斗 水嶋あさ |
| えぴそーど8 | 姉妹にずっと無我夢中   | 石倉礼   | 國影真     | 嘉村弘之 はっとりますみ 小川浩司 那須玲奈 おばたひろゆき | 牙威格斗 中本尚            |

### 放送局
| 放送期間               | 放送時間                     | 放送局   | 対象地域 | 備考 |
| ---------------------- | ---------------------------- | -------- | -------- | ---- |
| 2020年1月6日 - 2月24日 | 月曜 1:00 - 1:05（日曜深夜） | TOKYO MX | 東京都   |      |

| 配信開始日   | 配信時間        | 配信サイト                               | 備考                                                                        |
| ------------ | --------------- | ---------------------------------------- | --------------------------------------------------------------------------- |
| 2020年1月6日 | 月曜 0:00 更新  | ComicFestaアニメ                         | 完全版も配信                                                                |
|              | 月曜 1:00 更新  | YouTube \| ニコニコ動画 \| dアニメストア | YouTubeは、他の配信サイトでの映像よりも さらに修正された「YouTube版」で配信 |
|              | 月曜 12:00 更新 | U-NEXT \| アニメ放題                     |                                                                             |

上記のほか、2020年1月27日からはJOYSOUNDの店内でも通常版の第1話・第2話が配信されている。
| TOKYO MX 月曜1:00 - 1:05（日曜深夜）枠 | TOKYO MX 月曜1:00 - 1:05（日曜深夜）枠 | TOKYO MX 月曜1:00 - 1:05（日曜深夜）枠        |
| 前番組                                 | 番組名                                 | 次番組                                        |
| -------------------------------------- | -------------------------------------- | --------------------------------------------- |
| XL上司。                               | おーばーふろぉ                         | 俺の指で乱れろ。〜閉店後二人きりのサロンで…〜 |